# Saint-Hubert (Longueuil)
Pour les articles homonymes, voir Saint-Hubert.
 (juillet 2024).
Si vous disposez d'ouvrages ou d'articles de référence ou si vous connaissez des sites web de qualité traitant du thème abordé ici, merci de compléter l'article en donnant les références utiles à sa vérifiabilité et en les liant à la section « Notes et références ».
Saint-Hubert est un arrondissement de la ville de Longueuil, située en Montérégie, au Québec. En 2014, la population de Saint-Hubert est évaluée à environ 82 548 habitants.
Saint-Hubert comprend plusieurs industries, les plus importantes sont des milieux de l'aérospatiale et de l'agriculture. La multinationale américaine Pratt & Whitney maintient ses usines principales dans les environs de l'aéroport de Saint-Hubert et dans le Vieux-Longueuil. Également, la direction générale de l'Agence spatiale canadienne a son siège dans la ville. L'École nationale d’aérotechnique, une des principales institutions de formation d’aérotechnique au Québec est situé sur le campus de Saint-Hubert du Cégep Édouard-Montpetit. 

## Présentation
Nommé en l'honneur d'Hubert de Liège, Saint-Hubert constitue un milieu généralement urbanisé de la banlieue sud de Montréal. Sur son territoire se trouve un aéroport enregistrant des données météorologiques, celui-ci est l'un des aéroports les plus actifs du Canada et abrite par ailleurs l'École nationale d'aérotechnique du Cégep Édouard-Montpetit.
L'aéroport de Saint-Hubert deviendra une base militaire aérienne importante pour le Canada durant la Seconde Guerre mondiale. Une vaste entreprise cinématographique s'est établie dans une partie de la base militaire avec l’inauguration de Ciné-Cité Montréal en 1999.
Le 1er août 1930 à Saint-Hubert, l'aéroport accueille le dirigeable R100 au terme d'un voyage de plus de 3 300 milles (environ 6,000 km). 
Le 17 octobre 1970, le FLQ émet un communiqué à la station de radio montréalaise CKAC 730 dans lequel il annonce la mort du ministre Pierre Laporte. Le journaliste Michel Saint-Louis se rend dans un terrain vague à proximité de l'aéroport. La dépouille de Pierre Laporte y est retrouvée dans le coffre d'une voiture de marque Chevrolet. Pour honorer la mémoire du défunt, un parc de la ville porte son nom.
En 1994, l'administration municipale entreprend d'importants travaux en vue de créer un immense parc en plein cœur de la ville, le parc de la Cité, comprenant un lac d'un kilomètre de long.

## Histoire

### L'avant ville
Le territoire de Saint-Hubert est issu de celui de Longueuil. La première portion de la seigneurie de Longueuil a été concédée à Charles Le Moyne, en 1657. Au fil des ans, le territoire a été agrandi (1665, 1672, 1676, 1698 et 1710). Moins d’une vingtaine de fermes existaient en 1667, année du début de l’exploitation de la seigneurie. En 1775, elles sont au nombre d’environ 450. Depuis 1724, les paroissiens fréquentent l’église de pierre qu’ils ont bâtie. La population ne cesse d’augmenter. 
En 1805, le nouveau curé de la paroisse, Augustin Chaboillez, constate que l’église est trop petite. Il s’engage alors à en bâtir une nouvelle, plus vaste. Il considère que le moment est bon puisque ses ouailles ont connu de bonnes récoltes et qu’elles en tirent grand profit. Les croyant bien pourvus financièrement, il se lance dans une visite paroissiale et procède à un sondage. 
Le curé Chaboillez entreprend toutefois son projet. Il convoque une assemblée de paroisse et rassemble des signatures en faveur de la construction d’une nouvelle église. Il ne recueille pas suffisamment d’appuis. En outre, deux paroissiens organisent une opposition en rédigeant une requête prônant la division de la paroisse qu’ils adressent à Mgr Plessis. Un mouvement de scission se dessine clairement. L’affaire ne sera réglée qu’en mai 1810, devant les commissaires civils.  Les travaux débutent en 1811. Cette première tempête prend fin en faveur du curé Chaboillez mais laisse entrevoir qu’une partie de la population reste insatisfaite de la décision. Son problème, c’est l’éloignement du temple.
Un deuxième élément entre dans la fondation de Saint-Hubert. Il s’agit de l’aventure du chemin de fer. Cela débute en 1835, à Longueuil. Les Américains ont besoin d’un débouché commercial. Ils choisissent Montréal. Toutefois, le fleuve Saint-Laurent les empêche d’aboutir à la grande ville. Alors, ils jettent leur dévolu sur Longueuil qui devient le terminus du chemin de fer qu’ils veulent construire à partir de Portland. Une compagnie est formée. C’est la St. Lawrence and Atlantic Railway Company. Elle s’installe à Montréal et supervise la construction d’un chemin de fer entre Longueuil, Saint-Hyacinthe, Sherbrooke et Portland, aux États-Unis.
Ce développement ferroviaire constitue un puissant levier économique et démographique pour Longueuil. La population de la seigneurie augmente considérablement grâce à l’apport d’ouvriers. De nombreux lots de terre sont concédés. Plusieurs rues sont ouvertes.
Le chemin de fer est inauguré entre Longueuil et Saint-Hyacinthe en décembre 1848. Longueuil a changé de visage depuis 1835. Elle est devenue une municipalité rurale en 1845. Elle a maintenant sa commission scolaire (1846). Le village de Longueuil naît en 1848. Le paysage devient plus urbain.
En 1849, il est de nouveau question d’un agrandissement d’église, celle de 1811 étant trop petite. Le projet va rester en suspens jusqu’en 1856. Des griefs contre le curé d’alors sont envoyés à l’évêque. Par exemple, en 1850, Joseph Vincent, une personnalité de Longueuil, puisqu’il a participé aux troubles des patriotes, qu’il est commissaire d’école, ancien marguillier, commissaire des cours sommaires et capitaine de milice, dénonce les heures trop matinales des services religieux, malgré les 8 à 9 milles de distance pour aller à l’église, le mauvais état des routes et le mauvais temps. Le problème de l’éloignement refait donc surface et il viendra se jumeler à un autre facteur déterminant pour la naissance de Saint-Hubert.
Ce facteur c’est l’absorption, le 1er juillet 1853 par le Grand Trunk Railway System Company de la St. Lawrence and Atlantic Railway Company. La compagnie du Grand Tronc est ambitieuse. Dès 1846, l’idée de construire un pont entre la Rive-Sud et Montréal était avancée. À Longueuil, on n’aimait pas cette idée car cela présumait que le point d’arrivée aux commerçants américains et autres.
Or, en 1854, l’idée fait son chemin. Les ingénieurs choisissent comme site Le Mouillepied, un territoire appartenant à la seigneurie de La Prairie mais faisant partie de la paroisse de Saint-Antoine de Longueuil pour l’exercice du culte. La municipalité de paroisse de Saint-Lambert naîtra grâce à ce projet, en 1857. Le pont Victoria sera inauguré en 1859.
La naissance de Saint-Lambert va précipiter celle de Saint-Hubert, en dépit des protestations de Longueuil. 
L’agrandissement de l’église de Longueuil, en 1856, est insuffisant pour absorber le trop-plein de paroissiens. La naissance de la municipalité de paroisse de Saint-Lambert et la création d’une chapelle desserte pour Saint-Lambert, en 1857, ne resout pas le problème. Il y a encore trop de paroissiens pour l’église de Longueuil.

### Sa fondation
Moïse Vincent (1817-1888) et Laurent Benoit (1807-1870), deux paroissiens bien nantis, profitent de la création de Saint-Lambert pour demander à Mgr Bourget, l’érection d’une deuxième chapelle succursale de Longueuil qui serait érigée sur le chemin de Chambly, dans une partie du territoire paroissial qui s’appelle le canton Saint-Antoine. 

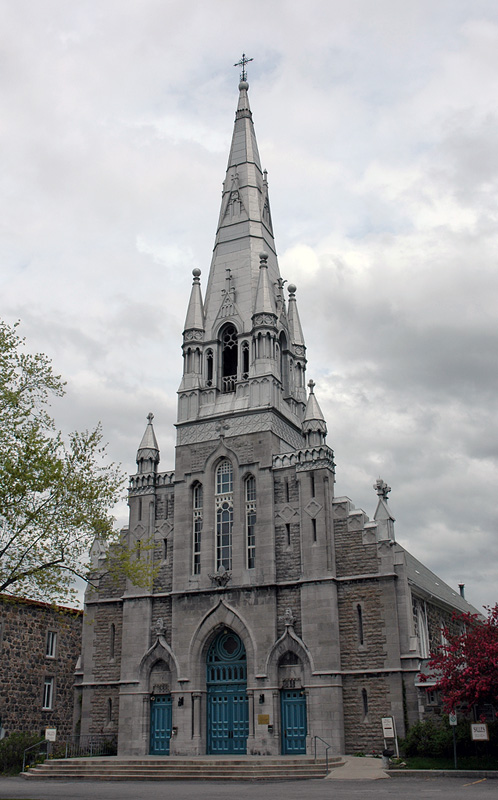
L'église de Saint-Hubert, située sur le chemin de Chambly.

Il s’agit d’une portion de la paroisse de Saint-Antoine-de-Padoue qui constitue son arrière-pays. Ce territoire s’étend à partir des cinq terres situées à l’avant de la croisée du chemin de fer du Grand-Tronc et du chemin de Chambly et va jusqu’à la montée Daniel, puis à partir des terres le long du chemin de la Savane jusqu’aux terres de la Grande-Ligne Côte-Noire. Cela équivaut à la moitié du territoire de la paroisse de Saint-Antoine-de-Padoue.
Le 9 janvier 1859, Mgr Bourget vient bénir l’église succursale de Longueuil et la place sous la protection de saint Hubert. Le premier cimetière de Saint-Hubert sera ouvert en 1860.
Saint-Hubert est désormais une municipalité indépendante et possède son propre système scolaire. Il lui reste à devenir une paroisse religieuse autonome.
Laurent Benoit et Moïse Vincent cherchent alors à obtenir l’érection de la desserte en paroisse. En 1861, ils font des requêtes à Mgr Bourget à cet effet. Celui-ci accorde alors l’ouverture des registres d’état civil, le 1er janvier 1862. C’est une prémisse à l’érection canonique de la paroisse de Saint-Hubert.
Les fondateurs peuvent se dire : «Mission accomplie». Ils ont présidé à la naissance d’une nouvelle municipalité, d’une nouvelle paroisse et d’une nouvelle organisation scolaire.

### La vocation de Saint-Hubert
Au départ, Saint-Hubert est une municipalité de paroisse rurale. Au recensement de 1861, elle compte 1 157 habitants.
Elle gardera son visage rural jusqu’à l’après-guerre (1945). Durant les années 1950, elle prendra un virage plus urbain, si bien qu’elle demandera à être érigée en municipalité de ville. Ce qui sera accordé en 1958. Saint-Hubert a ceci de particulier qu’elle n’a jamais eu le statut de municipalité de village; elle est passée de statut de municipalité de paroisse à celui de municipalité de ville sans passer par la transition du village.
Ce qui fera la renommée de Saint-Hubert, c’est sa vocation aéroportuaire et aérospatiale.
Les débuts de l’aéroport de Saint-Hubert remontent à l’année 1926. Saint-Hubert est alors choisi par les spécialistes de la Grande-Bretagne pour y construire un aéroport visant à développer des routes aériennes commerciales entre les membres de l’Empire britannique (les Indes, l’Australie, le Canada, etc.) Son terrain est plat et peu sablonneux et se prête bien à l’atterrissage des aéroplanes et à l’amarrage des gros dirigeables anglais. Au même moment, le gouvernement fédéral cherche à assurer un service postal aérien entre Montréal et des régions éloignées comme Rimouski. Saint-Hubert convient donc aux deux projets et devient le premier aérodrome civil construit par le gouvernement canadien. Dès 1927, un aérodrome provisoire assure le service postal avec Rimouski. Le premier avion se pose à Saint-Hubert le 1er novembre 1927. Le 1er mai 1928, l’aérodrome permanent est ouvert. De gigantesques travaux sont effectués sous la direction de Henri Rocheleau, un résident de Saint-Hubert issu d’une famille pionnière de la municipalité. Il dirige la construction d’un mât d’amarrage pour ancrer les ballons dirigeables que la Grande-Bretagne envisage de faire voler au-dessus de son empire.
Le 1er octobre 1928, Saint-Hubert devient la base de la première route postale aérienne Canada-États-Unis. Pour cette première, une foule importante s’est réunie à l’aéroport. Le premier ministre du Québec, le maire de Montréal (Camillien Houde), le ministre des Postes sont présents à la cérémonie d’inauguration.
Un autre événement majeur qui a marqué tout le Québec, est l’arrivée, le 1er août 1930, du ballon dirigeable de la Grande-Bretagne, le R100. C’est à cause de la venue de ce géant du ciel que l’aéroport de Saint-Hubert est considéré, à cette époque, comme étant le plus moderne au monde. Environ un million de personnes viennent fouler le sol de Saint-Hubert lors du passage du ballon. Les personnalités se succèdent. On profite de l’occasion pour inaugurer officiellement le pont Jacques-Cartier, ouvert à la circulation en 1929.
L’aéroport de Saint-Hubert connaîtra une double vocation militaire et civile lorsqu’au moment de la Seconde Guerre mondiale, l’armée canadienne s’y installera. Sa vocation militaire prendra fin en 1995 alors que le gouvernement fédéral démantèlera la base militaire de Saint-Hubert.
La cité de Laflèche, située près de Greenfield Park, est fusionnée à Saint-Hubert, le 30 octobre 1971, et fait augmenter substantiellement sa population. 

### De nos jours
Saint-Hubert est l’un des plus importants aéroports du Canada du point de vue du trafic aérien. En 1980, il se classait au 3e rang. En 1998, il était au 5e rang avec 200 000 mouvements d’aéronefs.

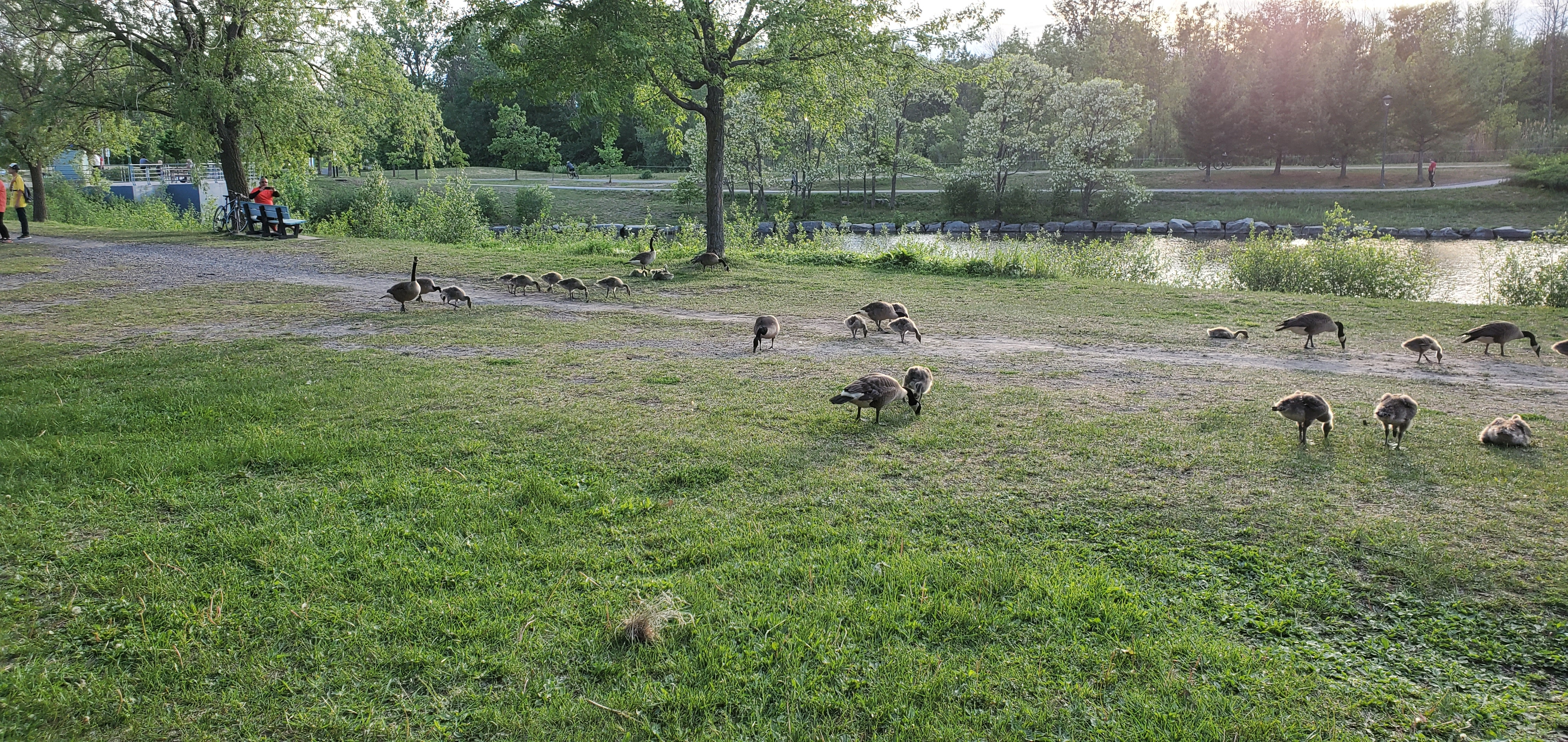
Bernarches au parc de la Cité.

Les vocations aérospatiale, aéro-technique et aéroportuaire de Saint-Hubert n’ont cessé de se développer au fil des ans. En 1965, la compagnie United Aircraft, affiliée à la compagnie Pratt & Whitney, s’installe à Saint-Hubert. Elle s’occupe de l’entretien et de la construction des moteurs d’avions et d’hélicoptères, effectue des vols d’essai et donne des cours de formation. En 1973, l’École nationale d'aérotechnique du Cégep Édouard-Montpetit s’installe à l’aéroport. Les étudiants de cette école se spécialisent dans la répartition d’avions et pratiquent des simulations de vols. Puis, en 1989, Saint-Hubert est choisi par le gouvernement fédéral pour installer l’Agence spatiale canadienne. Cette agence comprend la station spatiale Freedom, Radarsat, des laboratoires de recherches reliés aux sciences de la vie dans l’espace et aux sciences des matériaux, un centre d’entraînement des astronautes et de nombreux bureaux de planification de mégas projets.

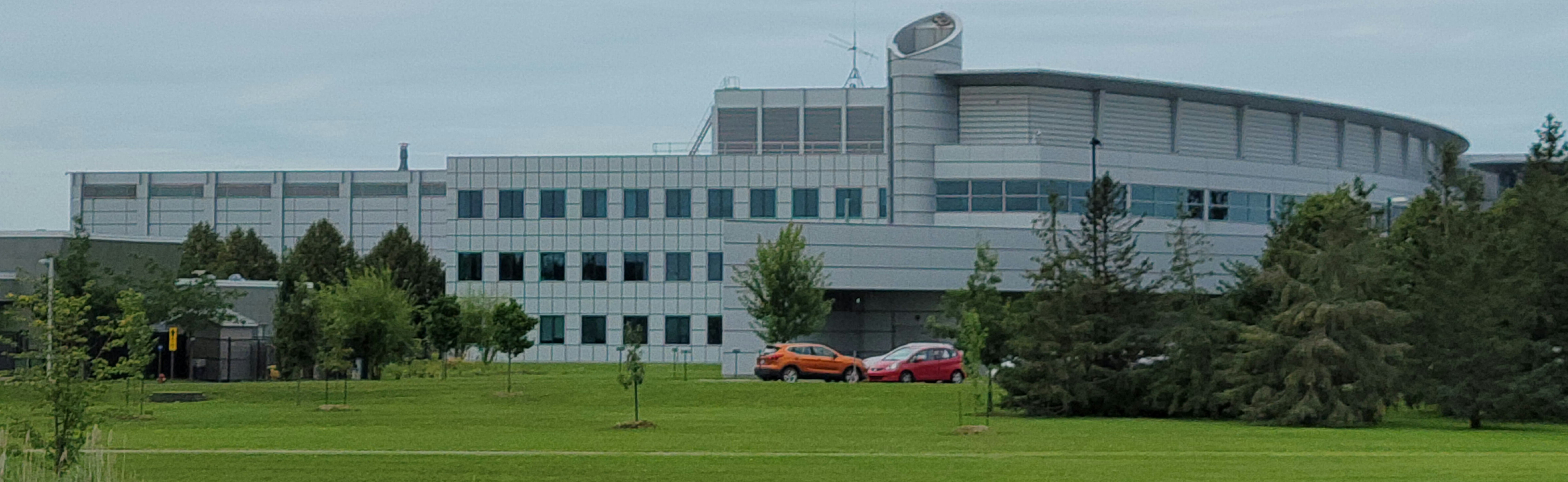
Édifice de l'Agence spatiale canadienne.

Depuis la fermeture de la base militaire de Saint-Hubert, en 1995, une Corporation de développement de la base militaire et de la zone aéroportuaire a été mise sur pied. C’était en 1997. L’objectif était de créer un projet de revitalisation de l’ancien site de la base militaire et de réaffecter les hangars à d’autres fins. Cependant, une unité militaire demeure toujours à Saint-Hubert, le 438e Escadron tactique d'hélicoptères de la Force aérienne du Canada. Depuis la création de la Technobase par la Corporation, Saint-Hubert connaît un regain industriel  : des usines de produits pharmaceutiques, une usine de transformation de verre, une compagnie de production de petits avions civils se sont installés ou le feront prochainement, sur l’ancienne base militaire. De même, le 29 mars 1999, l'entreprise cinématographique Ciné-Cité Montréal (aujourd'hui La Cité du Cinéma) est inaugurée. 
En 1861, la population de Saint-Hubert était de 1 157 habitants. Elle est passée à plus de 82 000. Elle est au 8e rang au Québec et au 2e rang en Montérégie, après Longueuil.
Le 1er janvier 2002, dans le cadre des réorganisations municipales québécoises, Saint-Hubert est fusionnée avec les villes avoisinantes, soit Boucherville, Brossard, Greenfield Park, LeMoyne, Longueuil, Saint-Bruno-de-Montarville et Saint-Lambert, afin de former la nouvelle ville de Longueuil. Le 1er janvier 2006, l'arrivée au pouvoir d'un nouveau parti provincial, le Parti libéral, permet aux villes mécontentes de la fusion orchestrée par l'ancien gouvernement provincial du Parti québécois de défusionner par référendum. C'est ainsi que les arrondissements de Boucherville, Brossard, Saint-Lambert et Saint-Bruno-de-Montarville défusionnent de la ville-centre et redeviennent des villes à part entière. Quant à lui, Saint-Hubert décide de demeurer au sein de la ville de Longueuil en tant qu'arrondissement. 
La Société historique et culturelle du Marigot a pour mandat de conserver les archives privées de cet arrondissement.

## Démographie
En 2014, la population de Saint-Hubert est de 82 548 habitants.
| Année | Population |
| ----- | ---------- |
| 1971  | 21 741     |
| 1976  | 49 706     |
| 1981  | 60 573     |
| 1991  | 74 027     |
| 1996  | 77 042     |
| 2001  | 75 912     |

### Langues maternelles
D'après le recensement canadien de 2006 :
| Langues                        | Population | Proportion |
| ------------------------------ | ---------- | ---------- |
| Français                       | 61 375     | 80,43 %    |
| Anglais                        | 5 775      | 7,57 %     |
| Bilingue (anglais et français) | 585        | 0,77 %     |
| Autres langues                 | 8 570      | 11,23 %    |

### Population par groupe d'âge
Les données du tableau suivant présentent la population de Saint-Hubert par groupe d'âge tel qu'établie par le recensement canadien de 2006. Lors de cet exercice, l'âge médian de la population est de 40,2 ans, la proportion de la population âgée de moins de 15 ans est de 17,38 %, celle âgée de 15 à 64 ans est de 72,20 % et celle âgée de 65 ans et plus est de 10,41 %.
| Tranche d'âge     | Population | Proportion |
| ----------------- | ---------- | ---------- |
| Population totale | 77 030     | 100 %      |
| 0 à 4 ans         | 3 520      | 4,57 %     |
| 5 à 9 ans         | 4 190      | 5,44 %     |
| 10 à 14 ans       | 5 675      | 7,37 %     |
| 15 à 19 ans       | 5 885      | 7,64 %     |
| 20 à 24 ans       | 4 950      | 6,43 %     |
| 25 à 29 ans       | 4 515      | 5,86 %     |
| 30 à 34 ans       | 4 495      | 5,84 %     |
| 35 à 39 ans       | 5 090      | 6,61 %     |
| 40 à 44 ans       | 6 855      | 8,90 %     |
| 45 à 49 ans       | 7 380      | 9,58 %     |
| 50 à 54 ans       | 6 325      | 8,21 %     |
| 55 à 59 ans       | 5 825      | 7,56 %     |
| 60 à 64 ans       | 4 295      | 5,58 %     |
| 65 à 69 ans       | 2 935      | 3,81 %     |
| 70 à 74 ans       | 2 125      | 2,76 %     |
| 75 à 79 ans       | 1 450      | 1,88 %     |
| 80 à 84 ans       | 870        | 1,13 %     |
| 85 ans et plus    | 640        | 0,83 %     |

## Administration
En tant qu'arrondissement, Saint-Hubert bénéficie de certains pouvoirs qui ne relèvent pas de la ville-centre, mais de son propre conseil d'arrondissement. C'est ainsi que subséquemment à chaque exercice électoral municipal, les conseillers élus au conseil municipal de Longueuil qui représentent un district situé à Saint-Hubert doivent choisir parmi eux un conseiller qui agira comme président du conseil d'arrondissement. Pour le mandat 2021-2025, le président de l'arrondissement Saint-Hubert est Alvaro Cueto Munoz, également conseiller du district d'Iberville. La mairesse de la ville de Longueuil est Catherine Fournier.
Les élus dans l'arrondissement de Saint-Hubert (2021-2025) :
- Alvaro Cueto (district d'Iberville) - Coalition Longueuil
- Geneviève Héon (district du Vieux-Saint-Hubert-la Savane) - Coalition Longueuil
- Affine Lwalalika (district Parc-de-la-Cité) - Coalition Longueuil
- Nathalie Delisle (district des Maraîchers) - Coalition Longueuil
- Jacques Lemire (district de Laflèche) - Longueuil Ensemble

Les élus dans l'arrondissement de Saint-Hubert (2017-2021) :
- Éric Beaulieu (district d'Iberville) - Action Longueuil
- Nathalie Boisclair (district du Vieux-Saint-Hubert-la Savane) - Longueuil Citoyen, puis indépendante
- Jacques E. Poitras (district Parc-de-la-Cité) - Longueuil Citoyen, puis indépendant
- Jean-François Boivin (district des Maraîchers) - Longueuil Citoyen, puis indépendant
- Jacques Lemire (district de Laflèche) - Longueuil Citoyen, puis indépendant

Les élus dans l'arrondissement de Saint-Hubert (2013-2017) :
- Éric Beaulieu (district d'Iberville)
- Nathalie Boisclair (district du Vieux-Saint-Hubert de la Savane)
- Jacques E. Poitras (district Parc de la Cité)
- Lorraine Guay-Boivin (district des Maraîchers)
- Jacques Lemire (district Laflèche)

Les élus d'arrondissement de Saint-Hubert (2009-2013) :
- Lorraine Guay Boivin, (district 25)
- Jacques Lemire, conseiller (district 19)
- Robert Roy, conseiller (district 20)
- Jacques E. Poitras, conseiller (district 21)
- Éric Beaulieu, conseiller (district 22)
- Susanne Lachance, conseillère (district 23)
- Nathalie Boisclair, conseillère (district 24)
- Michel Latendresse, conseiller (district 26)

Le conseil d'arrondissement de Saint-Hubert siège à l'hôtel de ville de Longueuil qui se trouve sur son territoire, précisément au 4250, chemin de la Savane. Les séances du conseil d'arrondissement se tiennent habituellement à tous les troisième lundi de chaque mois. 
L'arrondissement de Saint-Hubert fait partie des circonscriptions électorales de Laporte et Vachon, au niveau provincial, et des circonscriptions de Montarville, Longueuil—Saint-Hubert et Longueuil—Charles-LeMoyne, au niveau fédéral.
L'arrondissement de Saint-Hubert comprend cinq districts municipaux. Il est composé de quatre secteurs:
- Iberville
- Laflèche
- Laurendeau
- Maricourt

## Transports

### Axes routiers
Saint-Hubert est traversée par plusieurs voies de circulation provinciales d'importante, telles que l'autoroute 30 et les routes nationales 112 (boulevard Cousineau), 116 (boulevard Sir-Wilfrid-Laurier) et 134 (boulevard Taschereau). Les axes de circulation importants d'ordre municipal sont les suivants : 
- Boulevard Taschereau
- Boulevard Cousineau
- Chemin de Chambly
- Boulevard Kimber
- Boulevard Maricourt
- Boulevard Davis
- Boulevard Payer
- Montée Saint-Hubert
- Boulevard des Promenades
- Boulevard Mountainview
- Boulevard Moïse-Vincent
- Boulevard Gaétan-Boucher
- Boulevard Gareau
- Rue Soucy
- Boulevard Grande Allée
- Boulevard Édouard
- Boulevard Julien-Bouthiller
- Route de l'Aéroport
- Boulevard Clairevue
- Boulevard Vauquelin
- Chemin de la Savane
- Boulevard Westley
- Rue Ovila-Hamel
- Rue Prince-Charles
- Rue Latour
- Boulevard Sir-Wilfrid-Laurier
- Boulevard Losch

### Transport en commun
Le transport en commun dans l'arrondissement est généralement assuré par autobus qui font partie du Réseau de transport de Longueuil (RTL). Un train de banlieue dessert aussi Saint-Hubert, soit la ligne Mont-Saint-Hilaire du Réseau de transport métropolitain (Exo), à un point d'arrêt, la gare Longueuil–Saint-Hubert.

### Transport aérien
L'aéroport de Saint-Hubert sert principalement pour la petite aviation, mais est appelé à retrouver sa vocation d'aéroport commercial ouvert aux passagers en 2025. 

## Infrastructures

### Bibliothèques
- Bibliothèque Raymond-Lévesque

### Écoles primaires
- École Paul-Chagnon
- École Laurent-Benoît
- École Charles-LeMoyne
- École Gaétan-Boucher
- École du Jardin-Bienville
- École des Quatre-Saisons
- École des Quatre-Vents
- École De Maricourt
- École Monseigneur-Forget
- École de la Mosaïque
- École Maurice-L.-Duplessis
- École D'Iberville
- École des Mille-Fleurs
- École Saint-Joseph
- Royal Charles Elementary School
- Terry Fox Elementary School
- École du Parc-des-Glaïeuls et Mille-Sports

### Écoles secondaires
- École secondaire André-Laurendeau
- École secondaire Mgr-A.-M.-Parent
- Heritage Regional High School

### Cégeps
- École nationale d'aérotechnique (Cégep Édouard-Montpetit)

### Centres culturels
- Centre culturel Bienville
- Centre culturel Boisvert
- Centre culturel Immaculée-Conception
- Centre culturel Labrosse
- Centre culturel Meunier
- Centre culturel Pierre-et-Bernard Lucas
- Centre culturel Quevillon
- Centre culturel St-Thomas de Villeneuve

### Parcs et aires de jeux
- Parc Alakazou
- Parc Alain-Forget
- Parc Albert-Beausoleil
- Parc Armand-Bruno
- Parc Boisjoli
- Parc Boisvert
- Parc Bourget
- Parc Brodeur
- Parc Campbell
- Parc Canon
- Parc Chamonix
- Parc Cherbourg
- Parc Commémoratif des Légionnaires
- Parc D.E. Joyal
- Parc Daniel-Johnson
- Parc Davidson/Lavoie
- Parc de la Cité
- Parc des Amandiers
- Parc des Glaïeuls
- Parc des Merisiers
- Parc des Mûriers
- Parc des Pâquerettes
- Parc des Vétérans
- Parc Gérard-Carmel
- Parc Gérard-Philipps
- Parc Hector-Martin
- Parc Henri-Cyr
- Parc Immaculée-Conception
- Parc Jean XXIII
- Parc Jean-Jacques-Bertrand
- Parc Joseph-Antonio-Mantha
- Parc Joseph-Paré
- Parc Joseph-William-Gendron
- Parc Jules-Moulin
- Parc Le Marquis (maisons mobiles)
- Parc Louis-Brosseau
- Parc Louis-Olivier-Taillon
- Parc Lucien-Milette
- Parc Lucien-Tapin
- Parc Mainville
- Parc Marcel-Simard
- Parc Marie-Josée-Vandette (Labrosse)
- Parc Mégantic
- Parc Meunier
- Parc Mgr.-A.-M.-Parent
- Parc Monique-Gervais
- Parc Moreau
- Parc Murphy
- Parc Pacific
- Parc Patenaude
- Parc Paul-Provost
- Parc Payer
- Parc Perras
- Parc Pierre-et-Bernard-Lucas
- Parc Pierre-Laporte
- Parc Pinard
- Parc Quévillon
- Parc Raymond-Brassard
- Parc Raymond-Comeau
- Parc Robert-Dubois
- Parc Roch-Sénéchal
- Parc Rosanne-Laflamme
- Parc Saint-Nazaire
- Parc Saint-Thomas-de-Villeneuve
- Parc Sirois
- Parc TechnoBase
- Parc Ulric-Brouillard
- Parc Viger
- Parc Wilfrid-Tremblay

### Parcs industriels
- Parc industriel L. Gérard-Leclerc
- Parc industriel Litchfield
- Parc industriel Saint-Hubert
- Parc industriel Pilon

## Jumelage
- Saint-Nazaire (France) depuis 1991